# Тиоцианат ртути(II)
Тиоцианат ртути (II) (химическая формула — Hg(NCS)2), также роданид ртути(II) — белый порошок без запаха. 

## Получение и свойства
Получают его обменными реакциями растворов солей тиоциановой кислоты с солями ртути:
{\displaystyle {\mathsf {Hg(NO_{3})_{2}+2NH_{4}NCS\rightarrow Hg(NCS)_{2}+2NH_{4}NO_{3}}}}
При указанной реакции в раствор нитрата ртути необходимо добавить азотной кислоты для предотвращения гидролиза. 
Может образовывать комплексные тиоцианаты, например K2[Hg(NCS)4].
Может образовать супрамолекулярные соединения с 3-пиридилкарбальдегидом-никотинилгидразоном с вовлечением межмолекулярных взаимодействий.

## Токсичность
Соединение в порошке и в парах ядовито. Смертельная доза (ЛД50) — 46 мг/кг. При работе с ним следует избегать попадания на слизистые оболочки, в глаза и кожу. При попадании в организм небольших количеств тиоцианатов в течение длительного времени, последние оказывают тиреостатическое действие. Может развиться зоб и дистрофические процессы в различных органах.

## Применение
Применяется в аналитической химии как качественный реагент для определения кобальта, галогенидов, цианидов, сульфидов, тиосульфатов, для спектрофотометрических измерений концентрации хлорангидрида изокапроновой кислоты на производстве. Является комплексообразователем. Используется в неорганическом синтезе. Применяется в фотографии для усиления негатива.

## Опыт «фараонова змея» так же известный, как «борода фараона»
Тиоцианат ртути(II) при нагревании быстро разлагается. Объём продуктов разложения во много раз превышает объём исходной соли, что лежит в основе эффектного опыта «фараонова змея». Реакция проходит с образованием чёрного сульфида ртути(II) НgS, жёлтого объёмистого нитрида углерода С3N4 и дисульфида углерода СS2, который на воздухе воспламеняется и сгорает, образуя диоксид углерода СО2 и диоксид серы SO2:
{\displaystyle {\mathsf {2Hg(CNS)_{2}\rightarrow 2HgS+C_{3}N_{4}+CS_{2}}}}
{\displaystyle {\mathsf {CS_{2}+3O_{2}\rightarrow CO_{2}+2SO_{2}}}}
Нитрид углерода вспучивается образующимися газами, захватывая чёрный сульфид ртути(II) и образуя жёлто-чёрную пористую массу. Голубое пламя, из которого выползает «змея», — это пламя горящего сероуглерода СS2.